# Ugland House

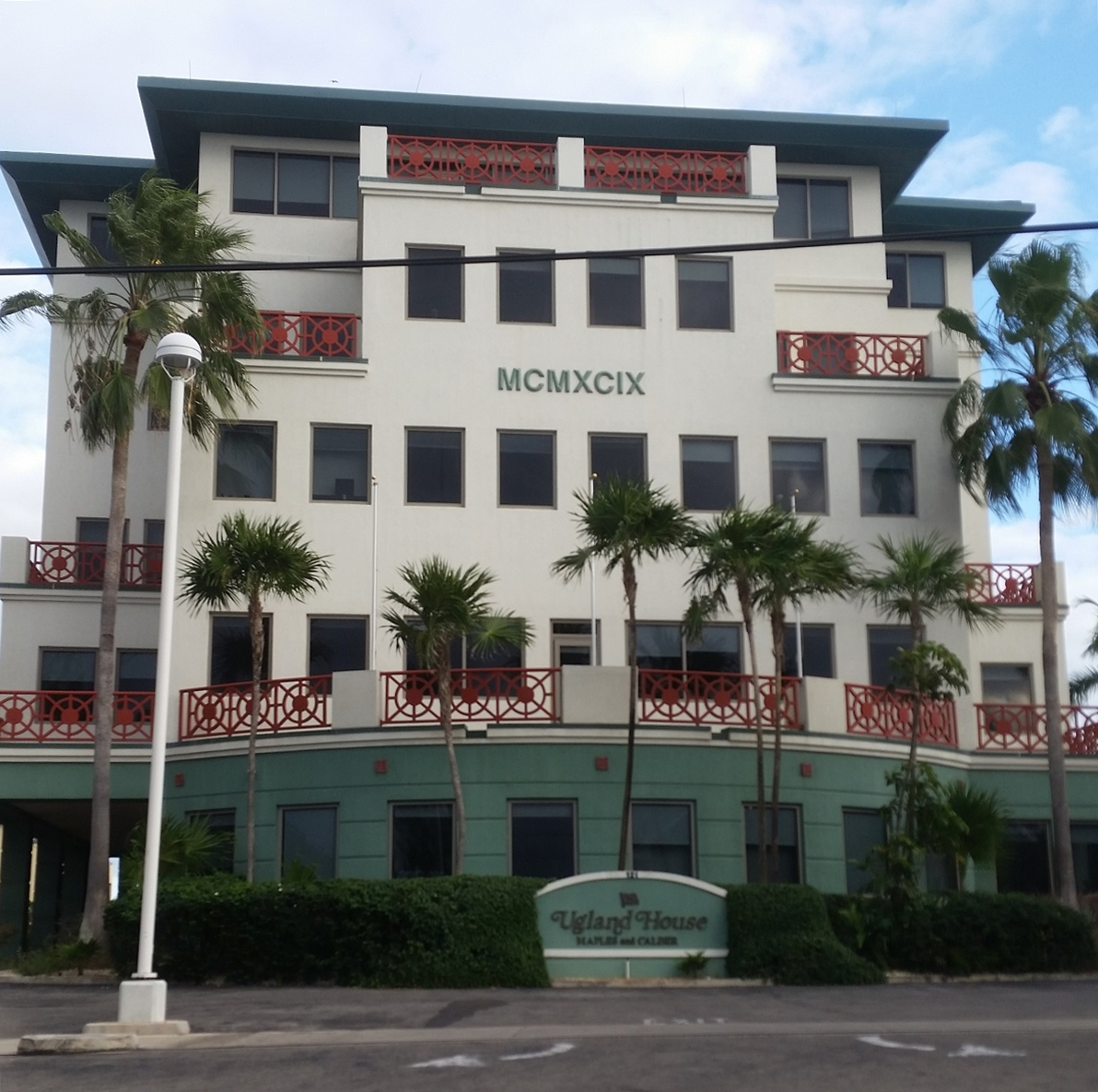
Foto de Ugland House.

Ugland House es un edificio ubicado en George Town, Islas Caimán. El edificio es la sede social de 18 857 entidades, incluidos muchos fondos de inversión importantes, empresas conjuntas internacionales y emisores del mercado de capitales.

## Investigación del gobierno de los EE. UU.
Durante la primera campaña presidencial, el presidente de EE. UU., Barack Obama, se refirió a Ugland House y planteó dudas sobre el número de empresas que están registradas en el edificio.
Posteriormente, el presidente Obama nominó a Jack Lew como Secretario del Tesoro en 2013, a pesar de las objeciones de que Lew había invertido mucho en fondos en Ugland House mientras trabajaba como banquero inversionista en Citigroup durante la crisis financiera de 2008, el presidente Obama afirmó que no  le incumbía las transacciones financieras del pasado del Sr. Lew.
En 2008, la Government Accountability Office GAO de los Estados Unidos, un organismo independiente, Investigó la naturaleza de las entidades registradas en las Islas Caimán y en Ugland House. La investigación incluyó revisiones de documentación y entrevistas con funcionarios de la Internal Revenue Service IRS, la Comisión de Bolsa y Valores, el Departamento del Tesoro, el Departamento de Justicia, entre otras agencias gubernamentales .
La GAO descubrió que solo el 5% de las entidades con sede social en Ugland House son propiedad exclusiva de ciudadanos Americanos. Además, la GAO validó las razones por las cuales las Islas Caimán se han convertido en una jurisdicción popular para las finanzas y los negocios internacionales, incluida la reputación del país de "tener un sistema legal y regulatorio estable y que cumpla con los requisitos internacionales". En una entrevista con la GAO, los representantes de la IRS citaron la "reputación de sofisticación reglamentaria de las Islas Caimán" y "protecciones legales para acreedores e inversores" como factores que podrían atraer actividad financiera.
Además, el informe de la GAO explicó cómo agencias de comercio del gobierno usan las Islas Caimán y otras entidades registradas en Ugland House. El Banco de exportación-importación le dijo a la GAO que ha utilizado las Islas Caimán para respaldar la venta de aviones fabricados en los Estados Unidos. Además, funcionarios de la Overseas Private Investment Corporation (OPIC), otra agencia gubernamental, le dijeron a la GAO que "un tercio o la mitad de los fondos de capital privado en los que ha invertido se han organizado en las Islas Caimán".